# Globoko, Radovljica
Globoko je naselje v Občini Radovljica.